# Christine Woods
Christine Elizabeth Woods (Lake Forest, 3 settembre 1983) è un'attrice statunitense.

## Biografia
Nata in California, dopo aver studiato teatro musicale all'Università dell'Arizona, inizia la sua carriera d'attrice nel 2005 debuttando in un episodio di CSI: Miami, seguono altre apparizioni in altre serie televisive come Dr. House - Medical Division, nell'episodio La morte cambia tutto, How I Met Your Mother, nell'episodio Il triciclo.
Inoltre appare come guest star in Cold Case - Delitti irrisolti, NCIS - Unità anticrimine e In Plain Sight - Protezione testimoni. Nel 2009 fa parte del cast della televisiva della ABC FlashForward, dove ricopre il ruolo dell'agente dell'FBI Janis Hawk. Nel 2013 appare nella serie televisiva statunitense Hello Ladies di Stephen Merchant. 
Nel 2014 appare in 3 episodi della quinta stagione di The Walking Dead, nei panni della poliziotta Dawn Lerner. Nel 2015 appare invece in 5 episodi della seconda stagione di About a Boy, nel ruolo di Liz.

## Filmografia

### Cinema
- The Haunting of Marsten Manor, regia di Dave Sapp (2007)
- Sveener and the Shmiel, regia di David B. Sharp (2009)
- Chapman, regia di Justin Owensby (2013)
- The One I Wrote for You, regia di Andrew Lauer (2014)
- Before the Sun Explodes, regia di Debra Eisenstadt (2016)
- Dean, regia di Demetri Martin (2016)
- I Don't Feel at Home in This World Anymore, regia di Macon Blair (2017)
- 40 sono i nuovi 20 (Home Again), regia di Hallie Meyers-Shyer (2017)

### Televisione
- CSI: Miami – serie TV, episodio 4x03 (2005)
- The Game – serie TV, episodi 1x02-1x18 (2006-2007)
- How I Met Your Mother – serie TV, episodio 3x03 (2007)
- Mike Birbiglia's Secret Public Journal, regia di Rob Greenberg – film TV (2008)
- The Madness of Jane, regia di Tucker Gates – film TV (2008)
- Welcome to the Captain – serie TV, episodi 1x01-1x02 (2008)
- Dr. House - Medical Division (House, M.D.) – serie TV, episodio 5x01 (2008)
- Cold Case - Delitti irrisolti (Cold Case) – serie TV, episodio 6x10 (2008)
- NCIS - Unità anticrimine (NCIS) – serie TV, episodio 6x14 (2008)
- In Plain Sight - Protezione testimoni (In Plain Sight) – serie TV, episodio 2x06 (2008)
- FlashForward – serie TV, 18 episodi (2009-2010)
- Perfect Couples – serie TV, 11 episodi (2010-2011)
- The Closer – serie TV, episodio 7x12 (2011)
- Castle – serie TV, episodio 4x19 (2012)
- How to Be a Gentleman – serie TV, episodio 1x09 (2012)
- Terapia d'urto (Necessary Roughness) – serie TV, episodio 2x06 (2012)
- Go On – serie TV, 5 episodi (2012-2013)
- Hello Ladies – serie TV, 8 episodi (2013)
- The Walking Dead – serie TV, episodi 5x04-5x07-5x08 (2014)
- Hello Ladies: The Movie, regia di Stephen Merchant – film TV (2014)
- About a Boy – serie TV, 5 episodi (2015)
- The Odd Couple – serie TV, episodi 1x05-1x09-2x13 (2015-2016)
- The Catch – serie TV, episodio 1x02 (2016)
- NCIS: New Orleans – serie TV, episodio 3x12 (2017)
- C'è sempre il sole a Philadelphia (It's Always Sunny in Philadelphia) – serie TV, episodio 12x10 (2017)
- Papà a tempo pieno (Man with a Plan) – serie TV, 5 episodi (2017-2018)
- Life in Pieces  – serie TV, episodi 3x02-3x07 (2017)
- She-Ra e le principesse guerriere (She-Ra and the Princesses of Power) – serie animata, 33 episodi (2018-2020) – voce
- Briarpatch – serie TV, 5 episodi (2020)
- Grace and Frankie – serie TV, 10 episodi (2020-2022)

## Doppiatrici italiane
Nelle versioni in italiano delle opere in cui ha recitato, Cristine Woods è stata doppiata da:
- Ilaria Latini in FlashForward, The Closer, Castle
- Giò Giò Rapattoni in Dr. House - Medical Division
- Antonella Baldini in Cold Case - Delitti irrisolti
- Emilia Costa in NCIS - Unità anticrimine
- Chiara Colizzi in Hello Ladies
- Sabrina Duranti in The Walking Dead
- Valentina Perrella in The Catch
- Ludovica De Caro in Dean
- Alessandra Cassioli in NCIS: New Orleans
- Eleonora Reti in Stumptown

Da doppiatrice è sostituita da:
- Giulia Franceschetti in She-Ra e le principesse guerriere